# Finn Guttormsen
Finn Guttormsen (Mosjøen, 16 juli 1968) is een Noorse jazzcontrabassist. Hij is bassist bij de groep Farmers Market en is lid van de groep van Silje Nergaard. Hij heeft gespeeld met musici als Trygve Seim, Øyvind Brække, Per Oddvar Johansen, Håkon Storm-Mathisen, Jarle Vespestad, Hans Mathisen en Arve Henriksen.
Guttormsen studeerde aan het Trondheim Musikkonservatorium (afgestudeerd in 1990). Sinds de oprichting van Farmers Market is hij hier bassist. Hij verving in 1995 Ingebrigt Håker Flaten bij The Source en speelde daar tien jaar, tevens speelde hij bij Quaternion en Hemisfair. Meer recent werd hij actief in het kwartet van Håkon Storm-Mathisen Quartet en in de groep van Silje Nergaard.

## Prijzen en onderscheidingen
- Spellemannprisen 2008, als lid van Farmers Market
- Spellemannprisen 2012, als lid van Farmers Market

## Discografie

### Farmers Market
- 1995: Speed / Balkan / Boogie
- 1997: Musikk fra Hybridene (Music from the Hybrids) (Kirkelig Kulturverksted)
- 2000: Farmers Market (Winter & Winter)
- 2008: Surfin' USSR (Ipecac Recordings)
- 2012: Slav to the Rhythm (Division Records)

### Met Elias Akselsen
- 2003: Her kommer dine arme små (Via Music), met Stian Carstensen en Dag Wolf
- 2005: O, Jesus, du som fyller alt og alle (Via Music). Composities door Aage Samuelsen, met Stian Carstensen en Knut Hem

### Met Silje Nergaard
- 2007: Darkness Out of Blue (Universal)
- 2009: A Thousand True Stories (Universal)
- 2010: If I Could Wrap Up A Kiss (Sony Music)

### Met andere projecten
- 1991: Block Songs (Pop Eye), met Epinastic Movements
- 1993: Rapid (Pop Eye), met Epinastic Movements
- 1996: Letters (Turn Left), met Håvard Lund
- 1997: Timbuktu (Turn Left), als lid van Quaternion (met Jarle Vespestad, Hans Mathisen en Arve Henriksen
- 2002: The Source And Different Cikadas (ECM Records), met Trygve Seim, Øyvind Brække en Per Oddvar Johansen
- 2002: Jul På Månetoppen (RCA), muziek van de tv-serie Jul På Månetoppen
- 2007: 12 Fluid Ounces (City Connections), met Oslo Fluid als Dr. Rutger
- 2006: Paint Christmas White (Big Box Records), met Christian Ingebrigtsen
- 2007: Blue Blue Grass Of Home (Wilma Records), met Hemisfair
- 2007: The Source:Of Christmas - Live (Grappa), met The Source
- 2009: Two Rivers One Road (Fairplay Entertainment/Playground, 2009), met Jørn Hoel en Steinar Albrigtsen

### Compilatie-albums
- 1994:  The Sweet Sunny North (Koch International), met Farmers Market
- 1996:  The Sweet Sunny North, Vol 2 (Koch International), met Farmers Market
- 1999:  Balkans Without Borders (Omnium Records), met Farmers Market
- 2007: Vandringsmannens Beste (Via Music), met Elias Akselsen